# Diospyros morrisiana
Diospyros morrisiana är en tvåhjärtbladig växtart som beskrevs av Henry Fletcher Hance och Wilhelm Gerhard Walpers. Diospyros morrisiana ingår i släktet Diospyros och familjen Ebenaceae. Inga underarter finns listade i Catalogue of Life.

## Bildgalleri

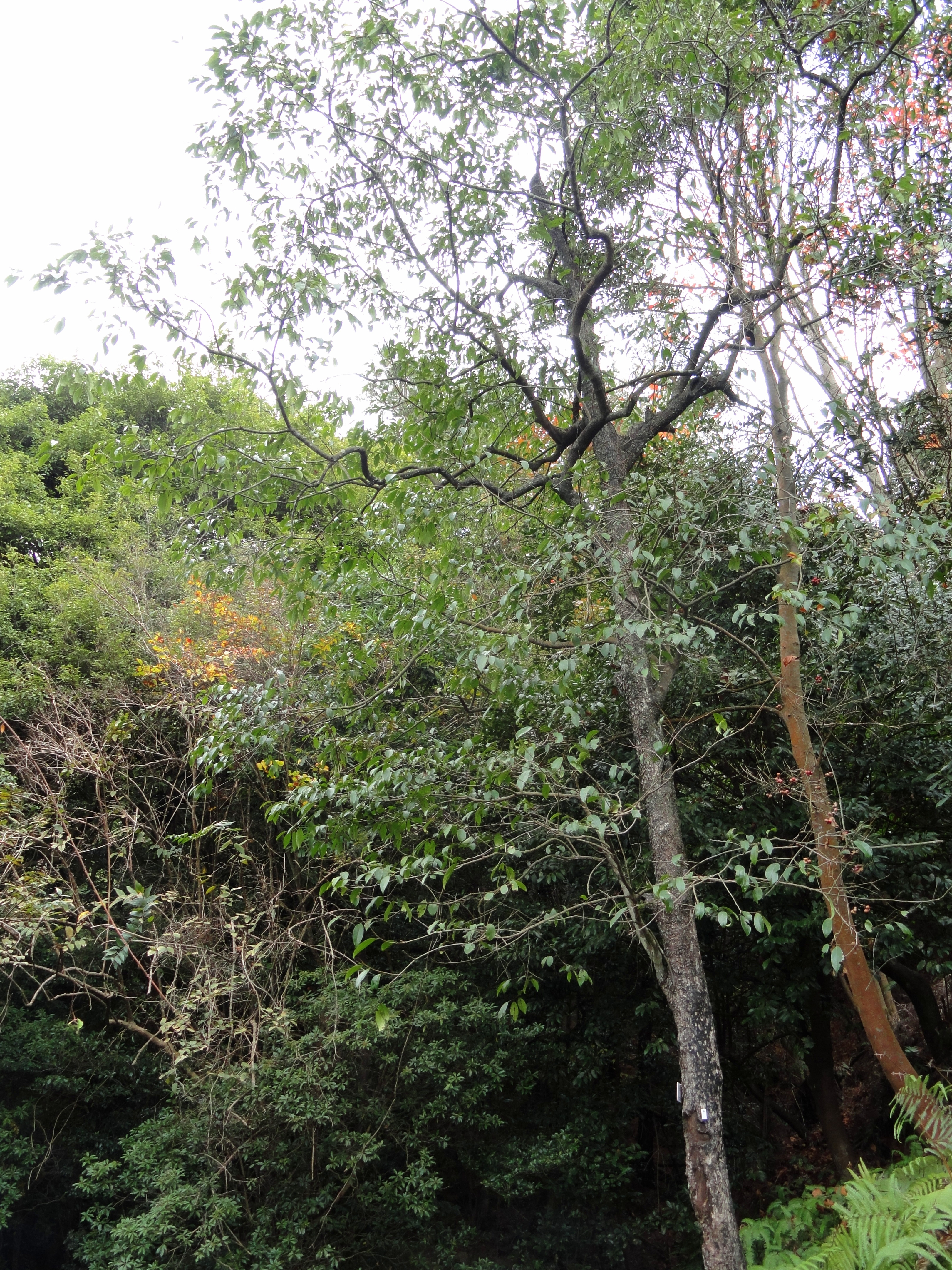
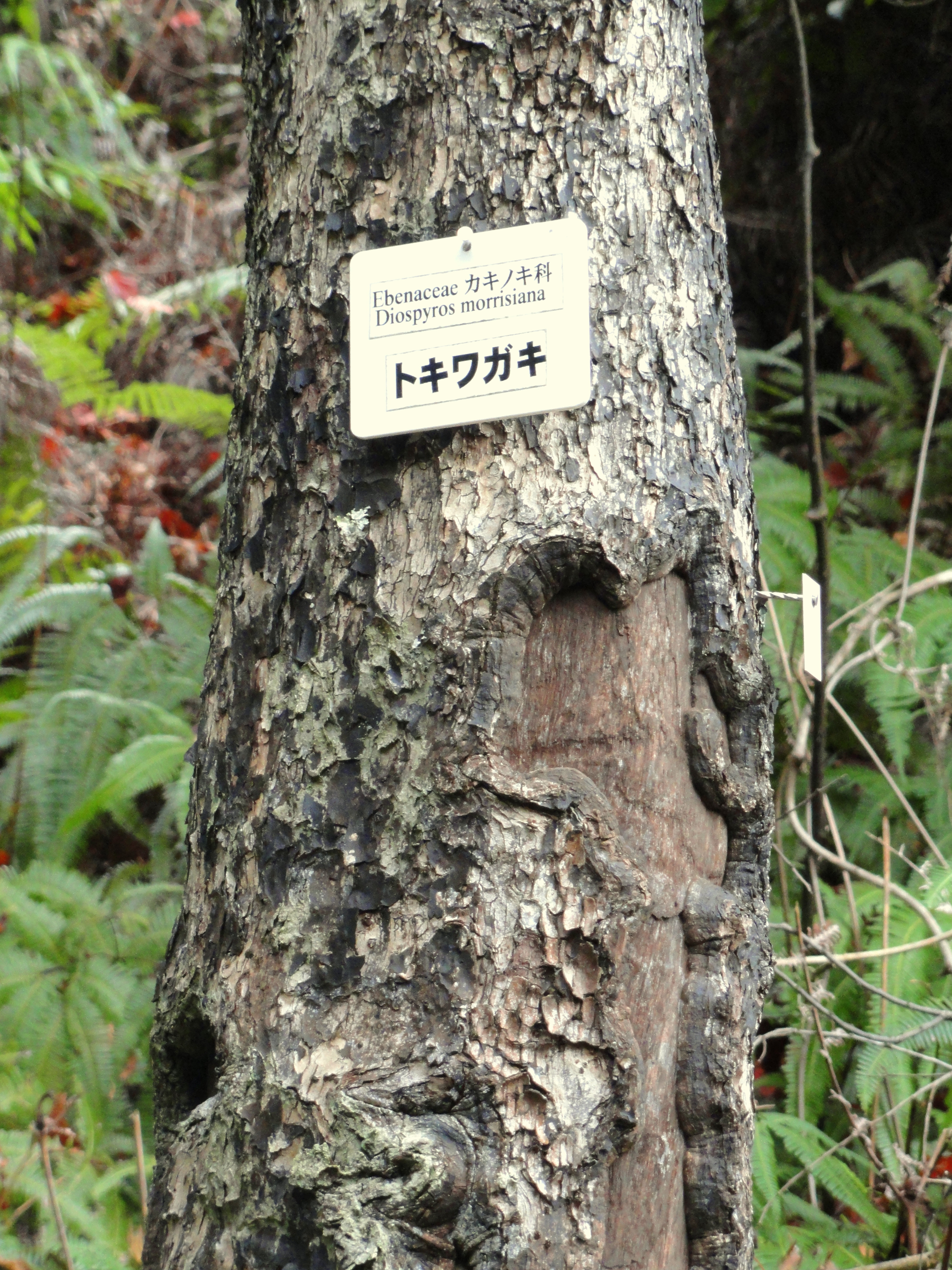